# Ouilly-le-Vicomte
Ouilly-le-Vicomte – miejscowość i gmina we Francji, w regionie Normandia, w departamencie Calvados.
Według danych na rok 1990 gminę zamieszkiwało 810 osób, a gęstość zaludnienia wynosiła 105 osób/km² (wśród 1815 gmin Dolnej Normandii Ouilly-le-Vicomte plasuje się na 282. miejscu pod względem liczby ludności, natomiast pod względem powierzchni na miejscu 668.).